# Riccardo Divora
Riccardo Antonio Giovanni Divora (* 22. Dezember 1908 in Capodistria, Österreichisches Küstenland; † 10. Januar 1951) war ein italienischer Ruderer.

## Leben
Divora wurde in Istrien geboren, damals Teil von Österreich-Ungarn. Nach dem Ersten Weltkrieg fiel seine Heimatstadt durch den Vertrag von Saint-Germain an Italien. Nach dem Zweiten Weltkrieg gehörte Koper zu Jugoslawien.
Bei den Olympischen Spielen 1932 in Los Angeles trat für Italien der Vierer mit Steuermann des C. C. Libertas aus Koper an. Bruno Vattovaz, Giovanni Plazzer, Riccardo Divora, Bruno Parovel und Steuermann Giovanni Scher gewannen ihren Vorlauf vor dem deutschen Boot und erreichten damit direkt das Finale, während die Deutschen über den Hoffnungslauf ins Finale kamen. Im Endlauf siegten die Deutschen mit 0,2 Sekunden Vorsprung vor den Italienern.